# Simpson Harbour
Simpson Harbour (in der deutschen Kolonialzeit Simpsonhafen genannt) ist eine Bucht und natürlicher Hafen der Gazelle-Halbinsel im Norden der Insel Neubritannien. Sie liegt in der Provinz East New Britain von Papua-Neuguinea und ist der nordwestliche Ausläufer der größeren Blanche Bay (deutsch: „Blanchebucht“).

## Topologie und Geologie
Das Gebiet ist vulkanisch aktiv und wurde im 19. und 20. Jahrhundert durch vulkanische Aktivitäten grundlegend verändert. So war die heutige Halbinsel Matupi, die den Simpson Harbour zusammen mit einer Landzunge (auch Krater-Halbinsel genannt) östlich begrenzt, noch zur deutschen Kolonialzeit eine Insel mit einem Wasserzugang zum Simpson Harbour. Während einer Aktivität des Vulkanes „Mutter“ (heutiger Name: „Mount Kombiu“) im Mai 1937 wurden Matupi gehoben und durch eine Landzunge mit dem Neubritannien verbunden. Südlich schließt sich die Blanche Bay an – eigentlich, so wie Simpson Harbour auch, eine große Caldera. Die Westküste der Bucht bildet die Landmasse Neubritanniens. An dieser Seite liegt der Vulkan Raluan.

## Geschichte der europäischen Besiedelung

### Namensgebung und erste Erkundungen
Der Name der Bucht geht auf den britischen Kapitän Cortland H. Simpson zurück, der mit seinem Schiff Blanche (daher der Name der Blanche Bay) die Bucht und die nähere Umgebung 1872 erkundete.

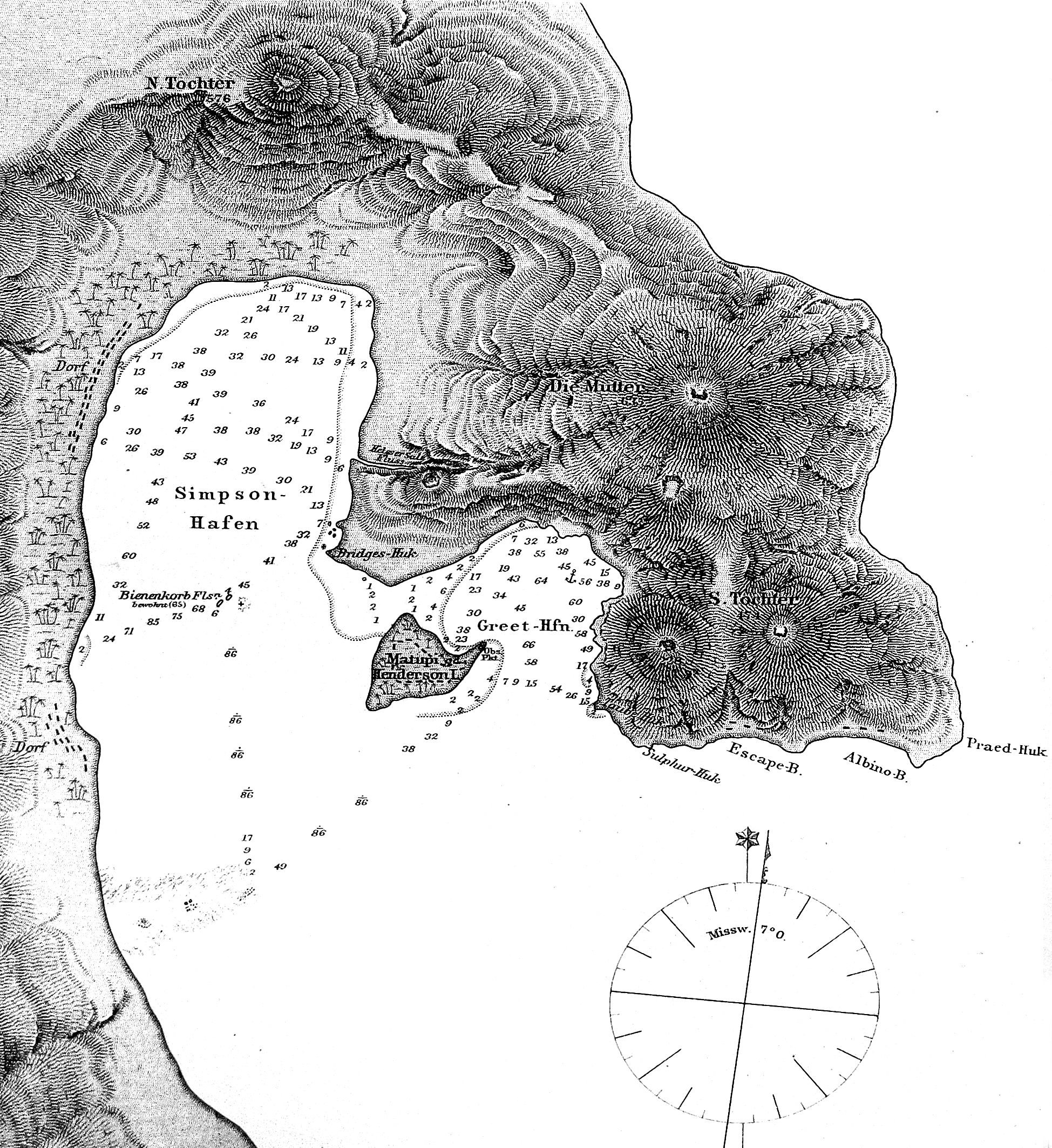
Simpsonhafen, Matupi und die Blanchebucht lt. Vermessung SMS Gazelle (August 1875)

Im August 1875 fuhr die Gedeckte Korvette Gazelle, die sich auf einer Forschungsfahrt befand, in den Simpsonhafen ein, vermaß die Küstenlinien, den Ankergrund, Matupi und den östlich gelegenen „Greet-Hafen“, heute Matupi Harbour.

### Besiedelung
In der Folge wurde die Region als eine der ersten von europäischen Kolonisten, Handelsgesellschaften und Missionaren besiedelt. An der Nordwestküste der Bucht wurde die Hafenstadt Rabaul (ehemals auch Simpsonhafen genannt) gegründet. Am 3. November 1884 führten die Kommandanten der Gedeckten Korvette Elisabeth und des Kanonenbootes Hyäne in Anwesenheit von Otto Finsch, zu dieser Zeit Agent der Neuguinea-Kompagnie, auf Matupi die Hissung der deutschen Nationalflagge durch, was später zur Gründung der Kolonie Deutsch-Neuguinea führte.
Bis 1899 war die Gegend um den Simpson Harbour somit Teil des Schutzgebiets der Neuguinea-Kompagnie, zwischen 1899 und 1914 entsprechend Teil der Kolonie Deutsch-Neuguinea. Als Verkehrszentrum des Bismarck-Archipels mit Rabaul als wichtigem Hafen, Sitz des Bezirks Rabaul, ab 1909 Sitz des Gouverneurs von Deutsch-Neuguinea und neben Tsingtau Stützpunkt des Ostasiengeschwaders der Kaiserlichen Marine, bildete es den Ausgangspunkt für die Kolonialisierung des Inselgebiets.

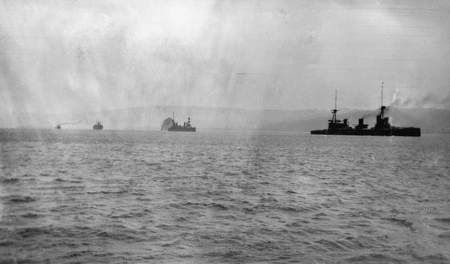
1914 – australische Marineeinheiten, darunter der Schlachtkreuzer Australia fahren zur Besetzung Rabauls in den Simpson Harbour ein.

### Zweiter Weltkrieg
Im Ersten Weltkrieg wurde die Gegend von australischen Marineeinheiten besetzt. Nach dem Krieg wurde die deutsche Kolonie Teil des australischen Mandatsgebietes.
Während des Zweiten Weltkrieges wurde Simpson Harbour im Februar 1942 wegen seiner strategischen Bedeutung als Nachschubhafen in der Schlacht um Rabaul von japanischen Streitkräften besetzt und Rabaul zu einer großen Basis ausgebaut. Von Oktober 1943 bis Februar 1944 waren Rabaul und Simpson Harbour Schauplatz heftiger alliierter Luftangriffe mit dem Ziel die japanischen Streitkräfte dort für weitere Angriffsoperationen zu neutralisieren, was letztlich auch gelang. Die Japaner kapitulierten letztlich in Neuguinea am 6. September 1945.

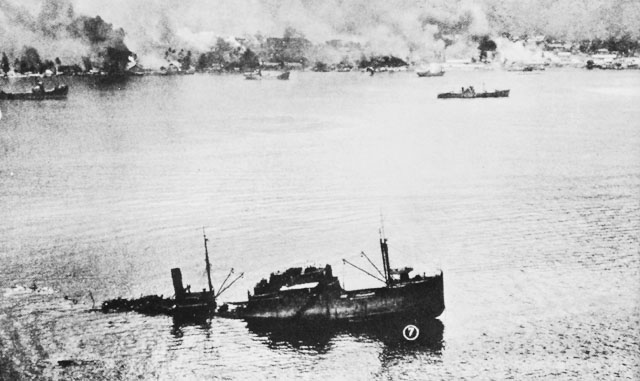
Versenkte Japanische Frachtschiffe im Simpson Harbour (1943)
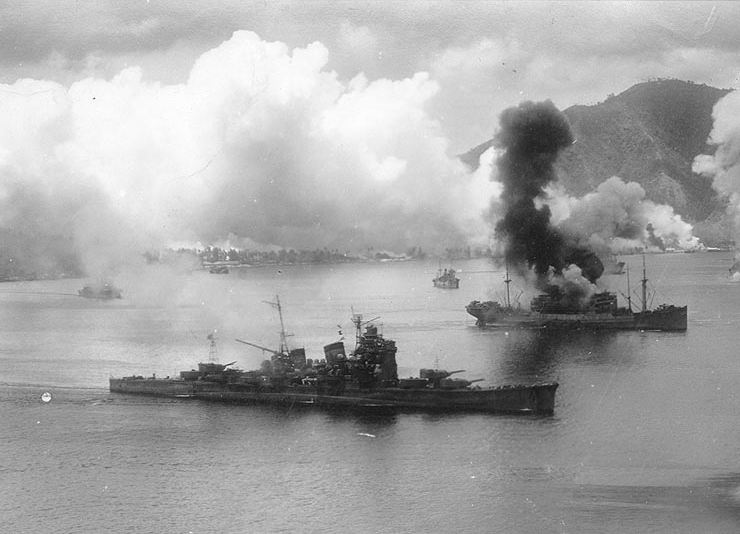
Kampfflugzeuge der USAAF beim Angriff auf japanische Schiffe im Simpson Harbour am 2. November 1943.
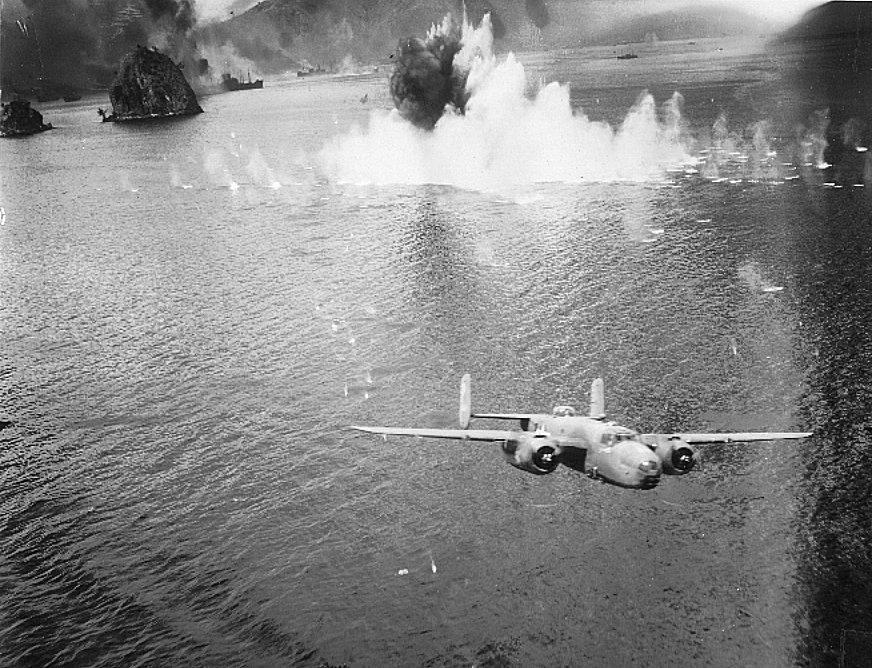
90th Bomb Squadron während der Bombenangriffe im Simpson Harbour am 2. November 1943.